# Boubínský zámeček
Boubínský zámeček je lovecká chata pod vrcholem Boubína v nadmořské výšce 1150 m. Chata se nachází v NPR Boubínský prales, za příznivých podmínek jsou odtud vidět Alpy.

## Historie
Chata byla postavena roku 1902 Schwarzenbergy na svahu Boubína. Během první pozemkové reformy jim však tyto lesy byly vyvlastněny a v roce 1931 nechal Adolf ze Schwarzenbergu stavbu rozebrat a přenést ke Hluboké. Na původním místě zůstaly pouze podezdívky po těchto stavbách, stáje a chata pro služebnictvo. V roce 1961 došlo k přestavbě stávajících objektů, aby mohly být využívány personálem státních lesů. V roce 2000 byla dosavadní lovecká chata zbourána a na jejím místě vybudována nová, dále byla opravena část podezdívky původního loveckého zámečku, která slouží jako vyhlídková terasa (výhled na Plechý, Trojmeznou horou a Třístoličník, za dobré viditelnosti lze spatřit i alpské štíty). V roce 2001 byl postaven dřevník a obnovena kaple sv. Huberta na místě kaple původní (projektová dokumentace byla zhotovena dle dobových fotografií), která byla 3. října 2001 slavnostně vysvěcena Mons. Kavalem, generálním vikářem českobudějovické diecéze. Kaple je jednou z nejvýše položených v ČR.